# Дем'янчук Михайло Іванович (громадський діяч)
Михайло Іванович Дем'янчук (17 листопада 1899, Надвірна, Надвірнянський повіт, Станіславівський округ, Королівство Галичини та Володимирії, Австро-Угорщина — 13 серпня 1975, Сільвер Спрінг, США) — громадський діяч, хорунжий УГА, підприємець.

## Біографія

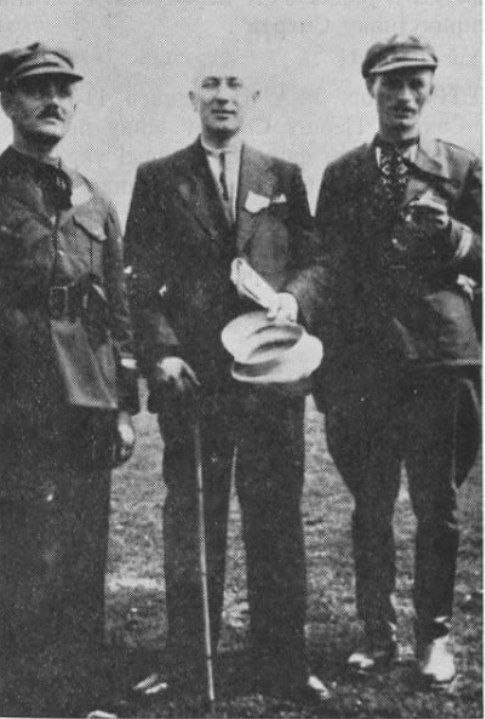
На фото: М. Дем'янчук, М. Николайчук, Ф. Борис

Народився 17 листопада 1899 року в Надвірній, проживав на вул. Станіславській (3 Мая), буд. № 17. У 1909 р. закінчив народну школу. Протягом 1909—1916 рр. навчався в Станиславівській гімназії, вступив до «Пласт». У червні 1916 р. призвали до австрійського війська. Перебував у напіввійськовій будівельній сотні, а згодом призначений до 19 полку стрільців, з 1917 р. із похідною сотнею прибув до вишкільної групи 45 австрійської дивізії в околиці Мармароського Сиготу. 29 квітня 1918 р. в Станиславівській гімназії склав іспити й отримав атестат.

### Військова кар'єра
Наприкінці липня повернувся до 19 полку стрільців у Львові, а звідти призначений до старшинської школи XI австрійського корпусу в Кам'янці Струмиловій на Львівщині де вночі 31 жовтня 1918 р. допомагав у встановленні української влади у місті й повіті. 3 листопада переїхав до Львова. На Підзамчі брав участь у боях до 21 листопада 1918 р., де тримав контузію. Після відпустки зголосився до Коша Українських Січових Стрільців у Станіславі, працював сотенним писарем. Згодом його направили до Державного Секретаріяту Військових Справ у Станиславові. Вступив до УСС. У рядах цієї сотні брав участь у «Чортківській офензиві».
У складі штабу III Бригади ЧУГА відправився на фронт проти поляків в околиці Могилева. Перейшов з ЧУГА на сторону Дієвої Армії УНР та потрапив у польський полон. Перебував у таборі для полонених у Тухолі до 28 грудня 1920 року. Після полону повернувся до Надвірної.

### Міжвоєнний період
Протягом 1921—1925 рр. — студент Таємного українського університету. Закінчив вищі торговельні курси при «Просвіті» у Львові. У фірмі «Полотно» у Львові пройшов торговельну практику і заснував у Надвірній текстильно-ґалантерейну крамницю. Став співзасновником філії Союзу Українських Купців і Промисловців, головою міського товариства «Луг», заступником голови спортивного товариства «Бескид». У двох каденціях — радник громадської ради. Двічі був арештованим та просидів 11 місяців у польських тюрмах.

### Еміграція
У 1939 р. виїхав на еміграцію, керував підприємством у Шльонську (Польща), де також включився у громадсько-суспільну працю. У 1945 р. переїхав до Німеччини.
У 1952 р. переїхав до США. Жив у Міннеаполісі, працював там як член відділу філії УККА, засновник та перший голова «Пластприяту». Восени 1965 р. переїхав до Філадельфії і працював кресляром. У вересні 1956 р. заснував підприємство «Космос». Започаткував друк українських вишиваних узорів на текстильних матеріалах та у такий спосіб популяризував українську вишивку. Активний у товаристві "Союз українських купців і підприємців «СУКІП», в Об'єднанні Бувших Вояків — Українців Америки (ОбВУА), філії УККА, короткий час — член співочого товариства «Кобзар» у Філадельфії, член «Самопомочі», «Тризуба», товариства Прихильників Української Національної Ради (УНРади — українського парламенту за кордоном), Організації державного відродження України (ОДВУ) та член Спілки Українських журналістів.
Михайло Дем'янчук входив до редакційної колегії видання "Альманах Станиславівської Землі: збірник матеріалів до історії Станиславова і Станиславівщини.
Помер 13 серпня 1975 р. у Сілвер Спрінґ. Похований на цвинтарі у С. Бавнд Брук, Нью-Джерсі (США).